# Bako Sahakjan

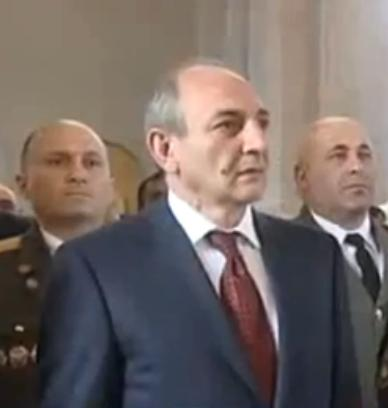
Bako Sahakjan

Bako Sahakjan (Armeens Բակո Սահակյան) (Stepanakert, 30 augustus 1960) is een politicus van de voormalige internationaal niet-erkende Republiek Nagorno-Karabach. Hij werd in oktober 2023 gearresteerd en gevangen gezet door Azerbeidzjan.

## Carrière
Sahakjan won de presidentiële verkiezingen op 19 juli 2007 met 85,4% van de stemmen. Daarvoor was hij het hoofd van de Nationale Veiligheidsdienst. In 2020 werd hij opgevolgd door Arajik Haroetjoenian. 

## Privé
Bako Sahakjan is getrouwd en heeft twee kinderen.

## Arrestatie
Op 5 oktober 2023 werd bevestigd dat Sahakjan gearresteerd was door de Azerbeidzjaanse autoriteiten. Samen met andere oud-presidenten van Nagorno-Karabach werd hij overgebracht naar een gevangenis in de Azerbeidzjaanse hoofdstad Bakoe. Het nieuws kwam twee weken na de aanval op Nagorno-Karabach, waarmee Nagorno-Karabach onder volledige Azerbeidzjaanse controle kwam te staan.  